# Xanca emmascarada
La xanca emmascarada (Hylopezus auricularis) és una espècie d'ocell de la família dels gral·làrids (Grallariidae).

## Hàbitat i distribució
Habita el terra de la selva pluvial del nord de Bolívia.